# The Holiday Show
The Holiday Show er et dansk pop-orkester, der består af Casper Castello på vokal, Troels Hammer på synthesizer, Morten Sylvest på bas og Mads Rønbjerg på trommer.
I 2006 fik bandet tildelt Mymusic/BandBase legatet og spillede på SPOT Festival og Skanderborg Festival.
Senere samme år skrev de kontrakt med Universal Music Danmark, men udgav aldrig en plade derfra. I 2008 udgav bandet albummet "We Are Popular" (Slow Shark Record) med 50.000 kr. i støtte fra Kunststyrelsen.